# Volta a Catalunya de 2013

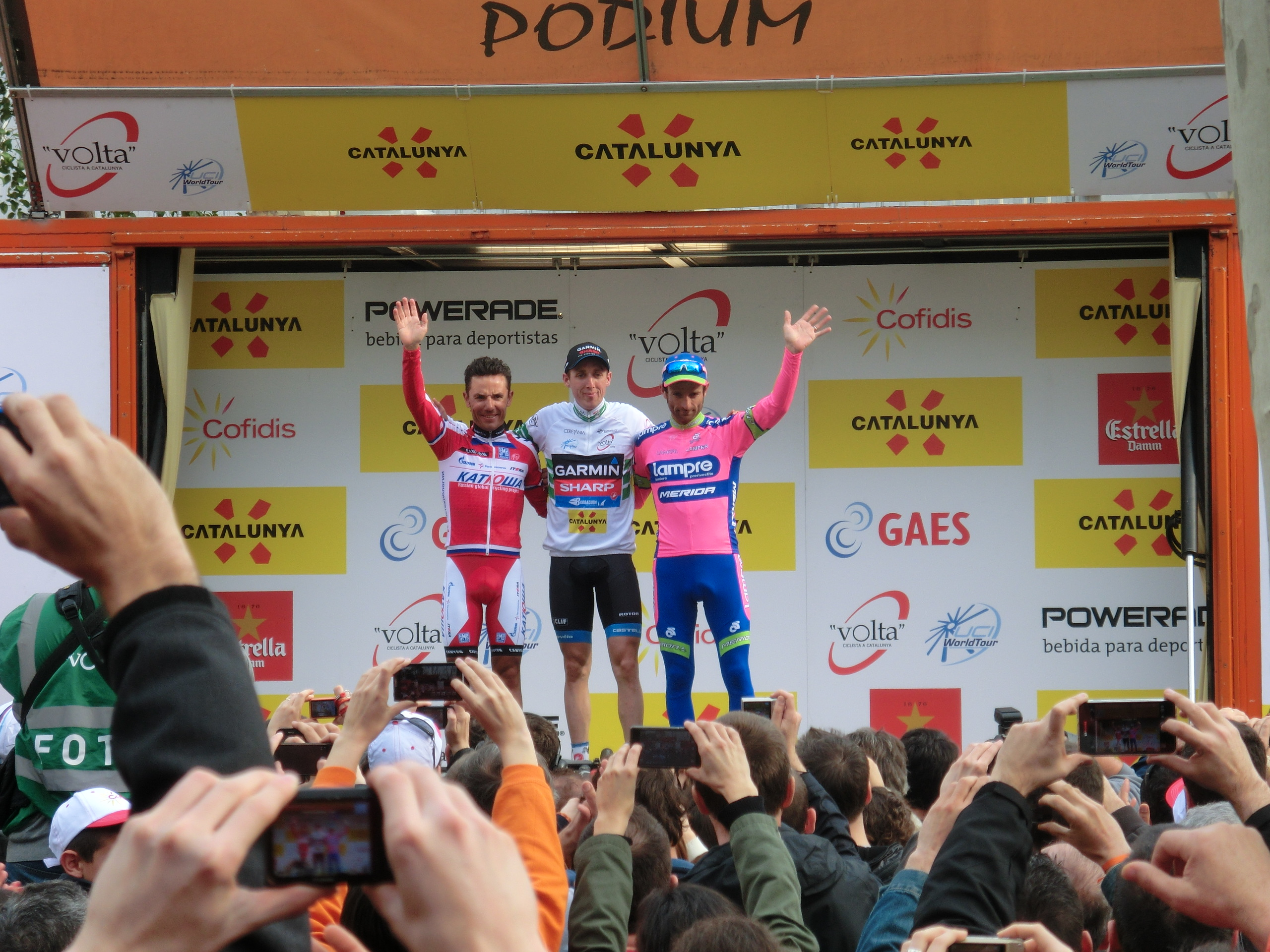
Podi de la Volta a Catalunya de 2013, amb Daniel Martin (centre), Joaquim Rodríguez (esquerra) i Michele Scarponi (dreta).

La Volta a Catalunya de 2013 és la 93a edició de la Volta a Catalunya. La cursa es disputà entre el 18 i el 24 de març de 2013 en set etapes i un total de 1.175,2 km. Aquesta fou la cinquena prova de l'UCI World Tour 2013.
El vencedor final fou l'irlandès, resident a Girona, Daniel Martin (Garmin-Sharp), el qual havia acabat segon el 2009 i 2011. Martin basà la seva victòria final en la victòria en la 4a etapa, amb final a Port Ainé i a partir d'aquí mantingué el lideratge fins a l'etapa final. Amb aquesta victòria Martin es convertia en el segon irlandès en guanyar la Volta, després que Sean Kelly la guanyés el 1984 i 1986. Martin s'imposà per disset segons d'avantatge sobre el català Joaquim Rodríguez (Team Katusha) i trenta-quatre sobre l'italià Michele Scarponi (Lampre-Merida). Scarponi, que havia iniciat la darrera etapa en cinquena posició, aconseguí pujar al podi gràcies a un atac en la darrera etapa a Montjuïc.
Les classificacions secundàries foren dominades per ciclistes que prengueren part en les escapades dels primers dies. Així, Cristiano Salerno (Cannondale) guanyà la classificació de la muntanya, mentre Christian Meier (Orica-GreenEDGE) fou el vencedor de la classificació dels esprints especials i del premi especial en reconeixement del centenari del Tour de França. El Garmin-Sharp foren els vencedors en la classificació per equips.

## Recorregut i consideracions prèvies
La Volta del 2013 es disputarà entre el 18 i el 24 de març de 2012 sobre un recorregut de 1.175,2 km dividit en set etapes. Per segona vegada consecutiva la Volta surt de Calella, amb un recorregut per Catalunya en el sentit antihorari. El recorregut es va anar sabent en comptagotes des de primers del 2013. Destaquen l'estrena de Vidreres i Rialp com a lloc de sortida d'una etapa, el retorn a Vallter 2000, 20 anys després de la darrera visita; Lleida, 16 anys després; o el circuit per Montjuïc, a Barcelona. Així mateix, la cursa aprofitarà per homenatjar Xavier Tondo amb una arribada a Valls i la presentació de la seva biografia, escrita per Rafael Vallbona, el 23 de març de 2013.
Una novetat respecte edicions passades és l'homenatge que la Volta farà a les 100 edicions del Tour de França, amb un premi especial que comportarà la disputa d'un esprint en cada una de les etapes, sempre al voltant del quilòmetre 100, imposant-se un mallot al líder de la classificació d'aquests esprints.

## Equips participants
En aquesta edició de la Volta a Catalunya hi prendran part 22 equips: els 19 ProTour, més 3 equips convidats: Caja Rural-Seguros RGA, Cofidis i Sojasun.
| Núm.    | Codi | Equip                 |
| ------- | ---- | --------------------- |
| 1-8     | ALM  | AG2R La Mondiale      |
| 11-18   | AST  | Astana Qazaqstan Team |
| 21-28   | BLA  | Blanco Team           |
| 31-38   | BMC  | BMC Racing Team       |
| 41-48   | CAN  | Cannondale            |
| 51-58   | EUS  | Euskaltel–Euskadi     |
| 61-68   | FDJ  | FDJ                   |
| 71-78   | GRS  | Garmin-Sharp          |
| 81-88   | KAT  | Team Katusha          |
| 91-98   | LAM  | Lampre-Merida         |
| 101-108 | LTB  | Lotto-Belisol         |

| Núm.    | Codi | Equip                   |
| ------- | ---- | ----------------------- |
| 111-118 | MOV  | Movistar Team           |
| 121-128 | OPQ  | Omega Pharma-Quick Step |
| 131-138 | OGE  | Orica-GreenEDGE         |
| 141-148 | RLT  | RadioShack-Leopard      |
| 151-158 | SKY  | Team Sky                |
| 161-168 | ARG  | Argos-Shimano           |
| 171-178 | TST  | Team Saxo-Tinkoff       |
| 181-188 | VCD  | Vacansoleil-DCM         |
| 191-198 | CJR  | Caja Rural-Seguros RGA  |
| 201-208 | COF  | Cofidis                 |
| 211-218 | SOJ  | Sojasun                 |

## Favorits
L'atractiu recorregut de la present edició ha propiciat que siguin nombrosos els ciclistes de primer nivell que disputin la Volta. Destaca la presència dels vigents vencedors del Tour de França i Giro d'Itàlia, Bradley Wiggins (Team Sky) i Ryder Hesjedal (Garmin-Sharp) respectivament, així com la del millor ciclista del 2012, el català Joaquim Rodríguez (Team Katusha). Altres ciclistes favorits a la victòria final són Alejandro Valverde (Team Katusha), vencedor de l'edició del 2009 o Michele Scarponi (Lampre-Merida), vencedor de l'edició del 2011 després de la desqualificació per dopatge d'Alberto Contador. Robert Gesink (Blanco Team), Daniel Martin (Garmin-Sharp i els bascos Igor Antón i Mikel Nieve (Euskaltel–Euskadi) són altres ciclistes a tenir un paper destacat, sobretot en les etapes de muntanya. Finalment, tot i haver anunciat la seva presència, Cadel Evans (BMC Racing Team) no va prendre la sortida.

## Etapes
| Etapa    | Data       | Ciutats d'etapa                             | km    | Vencedor de l'etapa     | Líder de la general      |
| -------- | ---------- | ------------------------------------------- | ----- | ----------------------- | ------------------------ |
| 1a etapa | 18 de març | Calella – Calella                           | 165,7 | Gianni Meersman (BEL)   | Gianni Meersman (BEL)    |
| 2a etapa | 19 de març | Girona – Banyoles                           | 160,7 | Gianni Meersman (BEL)   | Gianni Meersman (BEL)    |
| 3a etapa | 20 de març | Vidreres – Vallter 2000-Setcases            | 180,1 | Nairo Quintana (COL)    | Alejandro Valverde (ESP) |
| 4a etapa | 21 de març | Llanars-Vall de Camprodon - Port Ainé-Rialp | 217,7 | Daniel Martin (IRL)     | Daniel Martin (IRL)      |
| 5a etapa | 22 de març | Rialp – Lleida                              | 156,5 | François Parisien (CAN) | Daniel Martin (IRL)      |
| 6a etapa | 23 de març | Almacelles – Valls                          | 178,7 | Simon Gerrans (AUS)     | Daniel Martin (IRL)      |
| 7a etapa | 24 de març | El Vendrell – Barcelona (Montjuïc)          | 122,2 | Thomas de Gendt (BEL)   | Daniel Martin (IRL)      |

### 1a etapa
Calella – Calella. 18 de març, 159,3 km
La Volta a Catalunya repeteix el punt de sortida de la passada edició, Calella, una etapa que marcà el futur de tota la carrera, ja que va veure l'arribada en solitari de Michael Albasini, el vencedor final de l'edició. En aquesta ocasió la cursa pren direcció cap al sud, per ràpidament girar cap a Sant Cebrià de Vallalta i Sant Iscle de Vallalta, on comença l'ascensió al primer dels cinc ports que hauran de superar en aquesta primera etapa, l'alt de Collsacreu (3,2 km al 6,0%) de tercera categoria. Una vegada superat Vallgorguina la ruta s'encamina cap a les faldes del Montseny per afrontar el primer dels esprints a Sant Esteve de Palautordera (km 31,8) i iniciar l'ascens a l'alt del Montseny (6,0 km al 5,6%) de primera categoria. Un ràpid descens conduirà els ciclistes fins a Sant Celoni i Calella, previ pas per un segon ascens a l'alt de Collsacreu (9,3 km al 3,0%), en aquesta ocasió pel vessant del Vallès. A Calella (km 80) hi haurà el segon esprint del dia. A Tordera (km 97) hi haurà l'esprint 100 anys del Tour de França. L'etapa segueix cap a Breda, previ pas per l'alt de Montsoriu (1,9 km al 6,0%) i Sant Celoni, per tornar a afrontar una tercera ascensió al Collsacreu (km 141) i en un ràpid descens dirigir-se cap a Calella.
Només donar-se la sortida oficial de l'etapa es produí la primera escapada del dia, formada per Christian Meier (Orica-GreenEDGE) i Cristiano Salerno (Cannondale). El duet augmentà les diferències fins a situar-se al voltant de 9 minuts després del primer esprint del dia a Sant Esteve de Palautordera. En aquest punt l'Omega Pharma-Quick Step i el Movistar Team es posaren al davant del gran grup per reduir les diferències. Meier passà primer per tots els esprints del dia, mentre Salerno feia el mateix pels ports de muntanya, passant a liderar en acabar l'etapa les classificacions respectives. Finalment els dos escapats foren capturats en la darrera ascensió a l'alt de Collsacreu. En el descens el Bradley Wiggins accelerà la marxa i afavorit per la caiguda d'un corredor acabà provocant el trencament del gran grup. Tretze corredors quedaren al capdavant, amb la presència de bona part dels favorits a la victòria final, Alejandro Valverde, Joaquim Rodríguez o Michele Scarponi. Aquest grup es presentà a l'arribada amb 28" sobre el gran grup, sent el belga Gianni Meersman (Omega Pharma-Quick Step) el vencedor a l'esprint i primer líder de la present edició.
|    | Ciclista                 | Equip                   | Temps      |
| -- | ------------------------ | ----------------------- | ---------- |
| 1  | Gianni Meersman (BEL)    | Omega Pharma-Quick Step | 3h 55' 56" |
| 2  | Valerio Agnoli (ITA)     | Astana Qazaqstan Team   | m.t        |
| 3  | Alejandro Valverde (ESP) | Movistar Team           | m.t        |
| 4  | Daniel Martin (IRL)      | Garmin-Sharp            | m.t        |
| 5  | Danilo Wyss (SUI)        | BMC Racing Team         | m.t        |
| 6  | Bradley Wiggins (GBR)    | Team Sky                | m.t        |
| 7  | Robert Gesink (NED)      | Blanco Team             | m.t        |
| 8  | Joaquim Rodríguez (CAT)  | Team Katusha            | m.t        |
| 9  | Michele Scarponi (ITA)   | Lampre-Merida           | m.t        |
| 10 | David López García (ESP) | Team Sky                | m.t        |

|    | Ciclista                 | Equip                   | Temps      |
| -- | ------------------------ | ----------------------- | ---------- |
| 1  | Gianni Meersman (BEL)    | Omega Pharma-Quick Step | 3h 55' 56" |
| 2  | Valerio Agnoli (ITA)     | Astana Qazaqstan Team   | + 4"       |
| 3  | Alejandro Valverde (ESP) | Movistar Team           | + 6"       |
| 4  | Daniel Martin (IRL)      | Garmin-Sharp            | + 10"      |
| 5  | Danilo Wyss (SUI)        | BMC Racing Team         | + 10"      |
| 6  | Bradley Wiggins (GBR)    | Team Sky                | + 10"      |
| 7  | Robert Gesink (NED)      | Blanco Team             | + 10"      |
| 8  | Joaquim Rodríguez (CAT)  | Team Katusha            | + 10"      |
| 9  | Michele Scarponi (ITA)   | Lampre-Merida           | + 10"      |
| 10 | David López García (ESP) | Team Sky                | + 10"      |

### 2a etapa
Girona – Banyoles. 19 de març, 160,7 km
Etapa més senzilla de la present edició, amb una sola cota de tercera categoria, el mirador de Sant Feliu (5,6 km al 3,8%) al km 48 d'etapa. Els ciclistes surten de Girona per dirigir-se cap a la Tossa de Mar i a partir d'aquí seguir la costa Brava cap a Sant Feliu de Guíxols i Platja d'Aro, on hi ha el primer esprint del dia (km 60,8). D'aquí continuen cap a Sant Antoni de Calonge, on deixen la costa i van cap a l'interior de l'Empordà, passant per Llofriu, la Bisbal d'Empordà i Bordils (km 103,5), on hi ha l'esprint dels 100 anys del Tour. Tot seguit es dirigeixen cap a Banyoles, punt final de l'etapa, on hauran de fer quatre voltes a un circuit de 9,200 km pels voltant de la població. En el primer pas per meta hi ha el segon esprint del dia.
Per segon dia consecutiu Christian Meier (Orica-GreenEDGE) forma part de l'escapada del dia, cosa que li permet consolidar la classificació dels esprints i acostar-se a Cristiano Salerno (Cannondale) en la de la muntanya. A Meier l'acompanyaren Christophe Laborie (Sojasun) i Olivier Kaisen (Lotto-Belisol) que s'escaparen en els primers quilòmetres d'etapa. A diferència del dia anterior, l'escapada es va mantenir controlada en tot moment per l'equip del líder, el Omega Pharma-Quick Step i la seva diferència no superà en cap moment els tres minuts. Els escapats foren neutralitzats en la segona volta al circuit de Banyoles. Tot i algun intent d'escapada en els darrers quilòmetres la victòria se la jugaren a l'esprint, sent el vencedor el líder de la cursa, Gianni Meersman, que d'aquesta manera consolida el liderat gràcies a les bonificacions.
|    | Ciclista                 | Equip                   | Temps      |
| -- | ------------------------ | ----------------------- | ---------- |
| 1  | Gianni Meersman (BEL)    | Omega Pharma-Quick Step | 3h 48' 10" |
| 2  | Daniele Ratto (ITA)      | Cannondale              | m. t.      |
| 3  | Brett Lancaster (AUS)    | Orica-GreenEDGE         | m. t.      |
| 4  | Samuel Dumoulin (FRA)    | AG2R La Mondiale        | m. t.      |
| 5  | Robert Wagner (GER)      | Blanco Team             | m. t.      |
| 6  | Julien Simon (FRA)       | Sojasun                 | m. t.      |
| 7  | Maurits Lammertink (NED) | Vacansoleil-DCM         | m. t.      |
| 8  | Laurent Pichon (FRA)     | FDJ                     | m. t.      |
| 9  | Danilo Wyss (SUI)        | BMC Racing Team         | m. t.      |
| 10 | Manuele Mori (ITA)       | Lampre-Merida           | m. t.      |

|    | Ciclista                 | Equip                   | Temps      |
| -- | ------------------------ | ----------------------- | ---------- |
| 1  | Gianni Meersman (BEL)    | Omega Pharma-Quick Step | 7h 43' 46" |
| 2  | Valerio Agnoli (ITA)     | Astana Qazaqstan Team   | + 14"      |
| 3  | Alejandro Valverde (ESP) | Movistar Team           | + 16"      |
| 4  | Danilo Wyss (SUI)        | BMC Racing Team         | + 20"      |
| 5  | Robert Gesink (NED)      | Blanco Team             | + 20"      |
| 6  | Dario Cataldo (ITA)      | Team Sky                | + 20"      |
| 7  | David López (ESP)        | Team Sky                | + 20"      |
| 8  | Bradley Wiggins (GBR)    | Team Sky                | + 20"      |
| 9  | José Herrada (ESP)       | Movistar Team           | + 20"      |
| 10 | Daniel Martin (IRL)      | Garmin-Sharp            | + 20"      |

### 3a etapa
Vidreres – Vallter 2000-Setcases. 20 de març, 180,1 km
Primera etapa de muntanya de la present edició de la Volta, amb un recorregut exigent, sempre en constant ascensió i dos ports de primera categoria i un de categoria especial, el final d'etapa a Vallter 2000, una arribada que la Volta no feia des de l'edició de 1992, en què guanyà l'etapa Tony Rominger.
Els primers quilòmetres de l'etapa són plans, amb un bucle pels voltants de Vidreres que durà els ciclistes fins a Caldes de Malavella i Llagostera. En tornar a passar per Vidreres els ciclistes es trobaran amb el primer esprint del dia (km 31,9) i tot seguiran es dirigiran cap a Santa Coloma de Farners per començar l'ascensió al primer port del dia, l'alt de Sant Hilari (10 km al 4,5%). El descens conduirà els ciclistes fins a Osor i Anglès, on tindrà lloc l'esprint dels 100 anys del Tour (km 90,5). D'aquí es dirigiran cap a la Garrotxa, per Sant Feliu de Pallerols, i Sant Esteve d'en Bas (km. 118,5) hi ha el segon esprint del dia. A la Vall de Bianya s'inicien uns darrers 50 km sempre en constant ascensió. Primer cal superar el port de Collabós (4,5 km al 9%), de primera categoria, que conduirà els ciclistes a la vall de Camprodon i tot segui, previ pas per Camprodon, Llanars i Setcases s'inicia l'ascensió fins a l'estació d'esquí de Vallter 2000, amb 12 km al 7,8%, Cima Peris de la Volta, amb 2.200 msnm.
Quatre corredors, Martin Kohler (BMC Racing Team), Lucas Sebastián Haedo (Cannondale), Karol Domagalski (Caja Rural-Seguros RGA) i Nicolas Edet (Cofidis), s'escapen del gran grup al km 7 d'etapa, aconseguint una màxima diferència de prop de set minuts i mig 15 km després. El quartet va romandre unit fins a l'ascensió a l'alt del túnel de Collabós, on Edet i Domagalski deixaren enrere els seus dos companys. Al cim disposaven de prop de cinc minuts sobre el gran grup. En els posteriors quilòmetres el gran grup els va anar agafant, sent Edet el darrer en ser capturat a manca de 5 m per l'arribada.
Jurgen van den Broeck (Lotto-Belisol), que havia saltat del grup de favorits, va ser el primer a arribar a Edet. Van den Broeck es va mantenir escapat durant un parell de quilòmetres, abans que el Team Katusha i el Garmin-Sharp acceleressin el ritme i el reintegressin al gran grup. Tom Danielson (Garmin-Sharp), en la seva primera carrera després d'una la sanció de mig any per a l'admissió de dopatge a principis de la seva carrera, atacà sense sort. Bradley Wiggins (Team Sky) va ser el següent en atacar, al pas pel darrer quilòmetre, seguit de prop per Nairo Quintana. Un posterior atac simultani de Joaquim Rodríguez (Team Katusha), Quintana i Alejandro Valverde (Movistar) va deixar enrere Wiggins. Quintana marxà en solitari cap a meta, guanyant l'etapa amb sis segons sobre Valverde, Rodríguez i Wiggins, que en els darrers metres aconseguí recuperar el temps perduts. Valverde va passar a liderar la cursa, en detriment de Meersman, i amb quatre segons sobre Wiggins i Rodríguez.
|    | Ciclista                 | Equip            | Temps      |
| -- | ------------------------ | ---------------- | ---------- |
| 1  | Nairo Quintana (COL)     | Movistar Team    | 5h 01' 20" |
| 2  | Alejandro Valverde (ESP) | Movistar Team    | + 6"       |
| 3  | Joaquim Rodríguez (CAT)  | Team Katusha     | + 6"       |
| 4  | Bradley Wiggins (GBR)    | Team Sky         | + 6"       |
| 5  | Thibaut Pinot (FRA)      | FDJ              | + 9"       |
| 6  | Peter Stetina (USA)      | Garmin-Sharp     | + 9"       |
| 7  | Michele Scarponi (ITA)   | Lampre-Merida    | + 9"       |
| 8  | Przemysław Niemiec (POL) | Lampre-Merida    | + 9"       |
| 9  | Rigoberto Urán (COL)     | Team Sky         | + 9"       |
| 10 | Domenico Pozzovivo (ITA) | AG2R La Mondiale | + 21"      |

|    | Ciclista                 | Equip         | Temps       |
| -- | ------------------------ | ------------- | ----------- |
| 1  | Alejandro Valverde (ESP) | Movistar Team | 12h 45' 22" |
| 2  | Joaquim Rodríguez (CAT)  | Team Katusha  | + 6"        |
| 3  | Bradley Wiggins (GBR)    | Team Sky      | + 10"       |
| 4  | Michele Scarponi (ITA)   | Lampre-Merida | + 13"       |
| 5  | Przemysław Niemiec (POL) | Lampre-Merida | + 13"       |
| 6  | Nairo Quintana (COL)     | Movistar Team | + 22"       |
| 7  | Robert Gesink (NED)      | Blanco Team   | + 36"       |
| 8  | David López (ESP)        | Team Sky      | + 36"       |
| 9  | Daniel Martin (IRL)      | Garmin-Sharp  | + 36"       |
| 10 | Peter Stetina (USA)      | Garmin-Sharp  | + 41"       |

### 4a etapa
Llanars-Vall de Camprodon - Port Ainé-Rialp. 21 de març, 217,7 km
Etapa reina i més llarga de la present edició de la Volta, amb cinc ports puntuables i final a l'estació d'esquí de Port Ainé. Aquest final d'etapa no es va poder realitzar en l'edició passada per culpa de la neu que va obligar a retallar l'etapa en l'ascensió al coll del Cantó.
Des de Llanars, a la Vall de Camprodon, els ciclistes es dirigeixen cap a Sant Joan de les Abadesses, Ripoll i Campdevànol, on deixen la N-260 i giren cap a Gombrèn i la Pobla de Lillet. Entre aquestes dues viles els ciclistes es trobaran amb el primer port del dia, el coll de Merolla (3,3 km al 4,5), de 3a categoria (km 40,9). D'aquí prendran direcció cap a Berga, però ben aviat es desviaran cap a Saldes, iniciant l'ascens al coll del Pedraforca (10,6 km al 5,3), de 1a categoria (km 70,6). A partir de Gósol, on comença l'ascensió a l'alt de Josa de Cadí (2,3 km al 5,5) de 2a categoria (km 86,3), la carretera es torna més estreta, amb nombroses pujades no puntuables. A Tuixent hi ha l'esprint dels 100 anys del Tour i a la Seu d'Urgell (km 140,6) el primer esprint del dia. Tot seguit es dirigiran cap a Adrall, on comença l'ascensió al coll del Cantó (24,6 km al 4,8%), de categoria especial (km 172,3). Un llarg i ràpid descens durà a Sort, on hi ha el segon esprint del dia (km 190,1) i poc després s'inicia l'ascensió a Port Ainé (18,9 km al 6,5%), de categoria especial i punt final de l'etapa.
Tot i alguns intents d'escapada, els ciclistes es van mantenir units durant la primera hora de cursa. No serà fins a l'ascensió de la primera dificultat del dia, el Coll de Merolla, quan es formi l'escapada del dia. Inicialment formada per quatre ciclistes, Fabio Aru (Astana Qazaqstan Team), Ryder Hesjedal (Garmin-Sharp), Robert Kišerlovski (RadioShack-Leopard) i Iuri Trofímov (Team Katusha), en el descens s'hi van afegir dinou ciclistes més, per formar un grup de vint-i-tres. Amb la majoria dels equips estaven representats en l'escapada, la diferència s'estabilitzà al voltant de tres minuts. Una vegada passat Tuixent es produí una caiguda que obligà a abandonar a Eros Capecchi i el líder de la general, Alejandro Valverde, ambdós del Movistar Team.
El Team Sky va prendre les regnes del grup principal en l'ascensió al coll del Cantó, reduint l'avantatge dels líders al voltant de dos minuts i mig a manca de 50 km d'etapa. En el darrer tram de l'ascensió Nicolas Roche (Team Saxo-Tinkoff) atacà en solitari, deixant enrere els seus companys i aconseguint prop d'un minut en començar l'ascensió final a Port Ainé. Roche ben aviat fou capturat per un tercet perseguidor, format pel seu cosí Daniel Martin (Garmin-Sharp), Kišerlovski i Herrada, del Movistar. A manca de 7,5 quilòmetres Martin atacà i marxà sol cap a la victòria d'etapa. Els seus dos minuts d'avantatge es van anar reduint fins a quedar en 36 segons sobre Joaquim Rodríguez (Team Katusha) i Nairo Quintana, els quals havien deixat enrere el grup en què anava Bradley Wiggins. La diferència de Martin fou suficient per a obtenir el liderat de la cursa amb 10 segons sobre Rodríguez.
|    | Ciclista                    | Equip         | Temps      |
| -- | --------------------------- | ------------- | ---------- |
| 1  | Daniel Martin (IRL)         | Garmin-Sharp  | 6h 02' 40" |
| 2  | Joaquim Rodríguez (CAT)     | Team Katusha  | + 36"      |
| 3  | Nairo Quintana (COL)        | Movistar Team | + 36"      |
| 4  | Jurgen van den Broeck (BEL) | Lotto-Belisol | + 47"      |
| 5  | Robert Gesink (NED)         | Blanco Team   | + 51"      |
| 6  | Bradley Wiggins (GBR)       | Team Sky      | + 1' 02"   |
| 7  | Peter Stetina (USA)         | Garmin-Sharp  | + 1' 02"   |
| 8  | Michele Scarponi (ITA)      | Lampre-Merida | + 1' 02"   |
| 9  | Tom Danielson (USA)         | Garmin-Sharp  | + 1' 02"   |
| 10 | Thibaut Pinot (FRA)         | FDJ           | + 1' 08"   |

|    | Ciclista                    | Equip         | Temps       |
| -- | --------------------------- | ------------- | ----------- |
| 1  | Daniel Martin (IRL)         | Garmin-Sharp  | 18h 48' 38" |
| 2  | Joaquim Rodríguez (CAT)     | Team Katusha  | + 10"       |
| 3  | Nairo Quintana (COL)        | Movistar Team | + 32"       |
| 4  | Bradley Wiggins (GBR)       | Team Sky      | + 36"       |
| 5  | Michele Scarponi (ITA)      | Lampre-Merida | + 39"       |
| 6  | Robert Gesink (NED)         | Blanco Team   | + 51"       |
| 7  | Przemysław Niemiec (POL)    | Lampre-Merida | + 1' 00"    |
| 8  | Peter Stetina (USA)         | Garmin-Sharp  | + 1' 07"    |
| 9  | Thibaut Pinot (FRA)         | FDJ           | + 1' 13"    |
| 10 | Jurgen van den Broeck (BEL) | Lotto-Belisol | + 1' 15"    |

### 5a etapa
Rialp – Lleida. 22 de març, 156,5 km
Etapa de transició, després de dues dures etapes de muntanya, que durà els ciclistes des dels Pirineus fins a la plana de Lleida. Sortint de Rialp, als Pallars Jussà, els primers 60 quilòmetres són per un terreny descendent, tot passant per Gerri de la Sal, la Pobla de Segur i Tremp, on hi ha el primer esprint del dia (km 42,6), abans no comenci l'única ascensió puntuable del dia, el port d'Àger (9,6 km al 5,0%), de segona categoria (km 78,6). El descens durà els ciclistes fins a Balaguer, on hi ha l'esprint dels 100 anys del Tour (km 107,5), per a tot seguit dirigir-se cap a Alfarràs, on hi ha el segon esprint del dia (km 130,0). L'arribada es troba a Lleida, vila que no acollia la Volta des de 1997.
La primera escapada del dia, formada per Olivier Kaisen (Lotto-Belisol) i Tristan Valentin (Cofidis) no tindrà lloc fins transcorreguts més de 50 km, però en 10 km ja obtenen un avantatge de quatre minuts, per estabilitzar-se en uns tres minuts i mig. Valentin passà el primer pels esprints, mentre Kaisen ho va fer al port d'Àger. En l'esprint d'Alfarràs Daniel Martin (Garmin-Sharp) va passar en tercera posició, aconseguint un segon de bonificació i ampliant la seva diferència respecte a Joaquim Rodríguez (Team Katusha) en la general. Finalment els escapats foren capturats a manca de 15 km. En l'esprint final François Parisien (Argos-Shimano) superà en el darrer instant a Samuel Dumoulin (AG2R La Mondiale), per aconseguir d'aquesta manera la seva victòria més important. Martin va acabar novè a l'etapa, i va ampliar el seu avantatge de tres segons més sobre Rodríguez, després que el gran grup es trenqués durant la disputa de l'esprint.
|    | Ciclista                 | Equip                   | Temps      |
| -- | ------------------------ | ----------------------- | ---------- |
| 1  | François Parisien (CAN)  | Argos-Shimano           | 3h 32' 02" |
| 2  | Samuel Dumoulin (FRA)    | AG2R La Mondiale        | m. t.      |
| 3  | Stéphane Poulhies (FRA)  | Cofidis                 | m. t.      |
| 4  | Daniele Ratto (ITA)      | Cannondale              | m. t.      |
| 5  | Danilo Wyss (SUI)        | BMC Racing Team         | m. t.      |
| 6  | Andrew Fenn (GBR)        | Omega Pharma-Quick Step | m. t.      |
| 7  | Gianni Meersman (BEL)    | Omega Pharma-Quick Step | m. t.      |
| 8  | Maurits Lammertink (NED) | Vacansoleil-DCM         | m. t.      |
| 9  | Daniel Martin (IRL)      | Garmin-Sharp            | m. t.      |
| 10 | Thomas Damuseau (FRA)    | Argos-Shimano           | m. t.      |

|    | Ciclista                    | Equip         | Temps       |
| -- | --------------------------- | ------------- | ----------- |
| 1  | Daniel Martin (IRL)         | Garmin-Sharp  | 22h 20' 39" |
| 2  | Joaquim Rodríguez (CAT)     | Team Katusha  | + 14"       |
| 3  | Nairo Quintana (COL)        | Movistar Team | + 42"       |
| 4  | Bradley Wiggins (GBR)       | Team Sky      | + 46"       |
| 5  | Michele Scarponi (ITA)      | Lampre-Merida | + 47"       |
| 6  | Robert Gesink (NED)         | Blanco Team   | + 59"       |
| 7  | Przemysław Niemiec (POL)    | Lampre-Merida | + 1' 10"    |
| 8  | Peter Stetina (USA)         | Garmin-Sharp  | + 1' 17"    |
| 9  | Thibaut Pinot (FRA)         | FDJ           | + 1' 23"    |
| 10 | Jurgen Van Den Broeck (BEL) | Lotto-Belisol | + 1' 25"    |

### 6a etapa
Almacelles – Valls. 23 de març, 178,7 km
Partint d'Almacelles els ciclistes es dirigiran cap a Alcarràs, on hi ha el primer esprint del dia (km 30,6), per tot seguit anar cap a Juneda, les Borges Blanques i l'Espluga de Francolí (km 94), on es disputarà l'esprint dels 100 anys del Tour. Una vegada passat el monestir de Poblet comença l'ascensió cap a l'alt de Prades (11 km al 4,0%) de primera categoria (km 112,3). A Prades també hi ha el segon esprint del dia (km 115,8). El descens, per Capafonts, durà els ciclistes a Alcover i la Riba, on poc després comença l'ascensió al coll de Lilla (6,1 km al 4,8%), de segona categoria i a sols 15 km de l'arribada a Valls, just davant el pavelló que porta el nom de Xavier Tondo.
L'etapa va començar a un fort ritme, cosa que dificultà la creació de l'escapada del dia. Per Alcarràs la feina del Garmin-Sharp va facilitar que el líder Daniel Martin aconseguís tres segons de bonificació, ampliant la diferència respecte al Purito a disset segons. No serà fins a l'ascensió a l'alt de Prades quan es formi una escapada de vuit corredors en què destaca la presència de Daniel Navarro (Cofidis), situat a tres minuts del líder. El gran grup els tingué controlats en tot moment a minut i mig. Finalment els escapats foren neutralitzats a manca de 4 km per a l'arribada, a Valls. Daniele Ratto (Cannondale) fou el primer a llançar l'esprint, però fou superat, primer per Gianni Meersman (Omega Pharma-Quick Step) i ja en la mateixa línia d'arribada per Simon Gerrans (Orica-GreenEDGE).
|    | Ciclista                | Equip                   | Temps      |
| -- | ----------------------- | ----------------------- | ---------- |
| 1  | Simon Gerrans (AUS)     | Orica-GreenEDGE         | 3h 55' 46" |
| 2  | Gianni Meersman (BEL)   | Omega Pharma-Quick Step | m. t.      |
| 3  | Samuel Dumoulin (FRA)   | AG2R La Mondiale        | m. t.      |
| 4  | Daniele Ratto (ITA)     | Cannondale              | m. t.      |
| 5  | Danilo Wyss (SUI)       | BMC Racing Team         | m. t.      |
| 6  | Julien Simon (FRA)      | Sojasun                 | m. t.      |
| 7  | Daniel Moreno (ESP)     | Team Katusha            | m. t.      |
| 8  | Joaquim Rodríguez (CAT) | Team Katusha            | m. t.      |
| 9  | Jakob Fuglsang (DEN)    | Astana Qazaqstan Team   | m. t.      |
| 10 | Rigoberto Urán (COL)    | Team Sky                | m. t.      |

|    | Ciclista                    | Equip         | Temps       |
| -- | --------------------------- | ------------- | ----------- |
| 1  | Daniel Martin (IRL)         | Garmin-Sharp  | 26h 16' 22" |
| 2  | Joaquim Rodríguez (CAT)     | Team Katusha  | + 17"       |
| 3  | Nairo Quintana (COL)        | Movistar Team | + 45"       |
| 4  | Bradley Wiggins (GBR)       | Team Sky      | + 54"       |
| 5  | Michele Scarponi (ITA)      | Lampre-Merida | + 55"       |
| 6  | Robert Gesink (NED)         | Blanco Team   | + 1' 07"    |
| 7  | Przemysław Niemiec (POL)    | Lampre-Merida | + 1' 18"    |
| 8  | Thibaut Pinot (FRA)         | FDJ           | + 1' 26"    |
| 9  | Jurgen Van Den Broeck (BEL) | Lotto-Belisol | + 1' 28"    |
| 10 | Peter Stetina (USA)         | Garmin-Sharp  | + 1' 30"    |

### 7a etapa
El Vendrell – Barcelona (Montjuïc). 24 de març, 122,2 km
Darrera etapa de la Volta, amb un recorregut planer força trencacames, sobretot en els darrers 50 quilòmetres per la muntanya de Montjuïc, Barcelona. Sortint del Vendrell l'etapa es dirigeix cap a Vilanova i la Geltrú, on es disputa el primer esprint del dia (km 16,7) i tot seguit cap a les costes del Garraf, on hi ha la primera de les ascensions de 3a categoria del dia, l'alt de la Maladona (3,2 km al 3,0%, km 35,7). Continuen cap a Castelldefels, on hi ha el segon esprint del dia (km 45,8), Viladecans, Sant Boi de Llobregat i el Prat de Llobregat. A Barcelona hi accedeixen per la Gran Via de les Corts Catalanes i directament van cap a la plaça d'Espanya i Montjuïc. A Montjuïc hauran de donar set voltes a un circuit de 7 km que inclou una ascensió de tercera categoria (2,0 km al 5,7%).
Com en l'etapa precedent el ritme inicial de l'etapa és frenètic i la primera escapada no es produirà fins a les proximitats a Vilanova i la Geltrú, quan un grup de 10 unitats agafi fins a tres minuts i mig respecte al gran grup. El grup d'escapats no serà neutralitzat fins que manquin 22 km per al final, quan es produeix un atac per part de David López (Team Sky), Thomas de Gendt (Vacansoleil-DCM), Tim Wellens (Lotto-Belisol) i Chris Anker Sørensen (Team Saxo-Tinkoff). Sørensen i Wellens perderen contacte poc després, mentre pel darrere Nairo Quintana (Movistar Team) intentava, sense sort, escapar-se del gran grup. El grup capdavanter va augmentar fins a les quatre unitats en unir-s'hi Michele Scarponi (Lampre-Merida), cinquè a la general, i Robert Kišerlovski (RadioShack-Leopard). Amb una diferència propera al mig minut van afrontar la darrera volta, jugant-se la victòria a l'esprint, on De Gendt demostrar ser el més ràpid. Per darrere el líder Daniel Martin va controlar en tot moment a Joaquim Rodríguez, entrant junts a meta i aconseguint d'aquesta manera la victòria final a la Volta. Scarponi aconseguí pujar a la tercera posició final gràcies a la diferència aconseguida respecte a Nairo Quintana.
|    | Ciclista                 | Equip                   | Temps      |
| -- | ------------------------ | ----------------------- | ---------- |
| 1  | Thomas de Gendt (BEL)    | Vacansoleil-DCM         | 2h 45' 42" |
| 2  | David López (ESP)        | Team Sky                | m. t.      |
| 3  | Robert Kišerlovski (CRO) | RadioShack-Leopard      | m. t.      |
| 4  | Michele Scarponi (ITA)   | Lampre-Merida           | m. t.      |
| 5  | Samuel Dumoulin (FRA)    | AG2R La Mondiale        | + 21"      |
| 6  | Julien Simon (FRA)       | Sojasun                 | + 21"      |
| 7  | Manuele Mori (ITA)       | Lampre-Merida           | + 21"      |
| 8  | Travis Meyer (AUS)       | Orica-GreenEDGE         | + 21"      |
| 9  | Gianluca Brambilla (ITA) | Omega Pharma-Quick Step | + 21"      |
| 10 | Jakob Fuglsang (DEN)     | Astana Qazaqstan Team   | + 21"      |

|    | Ciclista                    | Equip         | Temps       |
| -- | --------------------------- | ------------- | ----------- |
| 1  | Daniel Martin (IRL)         | Garmin-Sharp  | 29h 02' 25" |
| 2  | Joaquim Rodríguez (CAT)     | Team Katusha  | + 17"       |
| 3  | Michele Scarponi (ITA)      | Lampre-Merida | + 34"       |
| 4  | Nairo Quintana (COL)        | Movistar Team | + 45"       |
| 5  | Bradley Wiggins (GBR)       | Team Sky      | + 54"       |
| 6  | Robert Gesink (NED)         | Blanco Team   | + 1' 07"    |
| 7  | Przemysław Niemiec (POL)    | Lampre-Merida | + 1' 18"    |
| 8  | Thibaut Pinot (FRA)         | FDJ           | + 1' 26"    |
| 9  | Jurgen Van Den Broeck (BEL) | Lotto-Belisol | + 1' 28"    |
| 10 | Tom Danielson (USA)         | Garmin-Sharp  | + 1' 41"    |

## Classificacions finals

### Classificació general
|    | Ciclista                    | Equip         | Temps       |
| -- | --------------------------- | ------------- | ----------- |
| 1  | Daniel Martin (IRL)         | Garmin-Sharp  | 29h 02' 25" |
| 2  | Joaquim Rodríguez (CAT)     | Team Katusha  | + 17"       |
| 3  | Michele Scarponi (ITA)      | Lampre-Merida | + 34"       |
| 4  | Nairo Quintana (COL)        | Movistar Team | + 45"       |
| 5  | Bradley Wiggins (GBR)       | Team Sky      | + 54"       |
| 6  | Robert Gesink (NED)         | Blanco Team   | + 1' 07"    |
| 7  | Przemysław Niemiec (POL)    | Lampre-Merida | + 1' 18"    |
| 8  | Thibaut Pinot (FRA)         | FDJ           | + 1' 26"    |
| 9  | Jurgen Van Den Broeck (BEL) | Lotto-Belisol | + 1' 28"    |
| 10 | Tom Danielson (USA)         | Garmin-Sharp  | + 1' 41"    |
| 45 | Alberto Losada (CAT)        | Team Katusha  | + 17' 28"   |

### Classificacions secundàries
|   | Ciclista                | Equip         | Punts |
| - | ----------------------- | ------------- | ----- |
| 1 | Cristiano Salerno (ITA) | Cannondale    | 109   |
| 2 | Nairo Quintana (COL)    | Movistar Team | 51    |
| 3 | Joaquim Rodríguez (CAT) | Team Katusha  | 45    |

|   | Ciclista               | Equip           | Punts |
| - | ---------------------- | --------------- | ----- |
| 1 | Christian Meier (CAN)  | Orica-GreenEDGE | 12    |
| 2 | Karol Domagalski (POL) | Caja Rural      | 7     |
| 3 | Daniel Martin (IRL)    | Garmin-Sharp    | 7     |

|   | Ciclista              | Equip                   | Punts |
| - | --------------------- | ----------------------- | ----- |
| 1 | Christian Meier (CAN) | Orica-GreenEDGE         | 7     |
| 2 | Carlos Verona (ESP)   | Omega Pharma-Quick Step | 4     |
| 3 | Martijn Keizer (NED)  | Vacansoleil-DCM         | 3     |

|   | Equip              | País         | Temps       |
| - | ------------------ | ------------ | ----------- |
| 1 | Garmin-Sharp       | Estats Units | 87h 10' 24" |
| 2 | Team Katusha       | Rússia       | + 2' 23"    |
| 3 | RadioShack-Leopard | Luxemburg    | + 6' 55"    |

### UCI World Tour
La Volta a Catalunya atorga punts per l'UCI World Tour 2013 sols als ciclistes dels equips de categoria ProTeam.
| Posició               | 1r  | 2n | 3r | 4t | 5è | 6è | 7è | 8è | 9è | 10è |
| Classificació general | 100 | 80 | 70 | 60 | 50 | 40 | 30 | 20 | 10 | 4   |
| Per etapa             | 6   | 4  | 2  | 1  | 1  |    |    |    |    |     |

| #  | Ciclista                    | Equip                   | Punts |
| -- | --------------------------- | ----------------------- | ----- |
| 1  | Daniel Martin (IRL)         | Garmin-Sharp            | 107   |
| 2  | Joaquim Rodríguez (CAT)     | Team Katusha            | 86    |
| 3  | Michele Scarponi (ITA)      | Lampre-Merida           | 71    |
| 4  | Nairo Quintana (COL)        | Movistar Team           | 68    |
| 5  | Bradley Wiggins (GBR)       | Team Sky                | 51    |
| 6  | Robert Gesink (NED)         | Blanco Team             | 41    |
| 7  | Przemysław Niemiec (POL)    | Lampre-Merida           | 30    |
| 8  | Thibaut Pinot (FRA)         | FDJ                     | 21    |
| 9  | Gianni Meersman (BEL)       | Omega Pharma-Quick Step | 16    |
| 10 | Jurgen Van den Broeck (BEL) | Lotto-Belisol           | 11    |

## Evolució de les classificacions
| Etapa | Vencedor          | Classificació general | Classificació de la muntanya | Classificació dels esprints | Classificació del Centenari del Tour | Classificació del millor català | Classificació per equips |
| ----- | ----------------- | --------------------- | ---------------------------- | --------------------------- | ------------------------------------ | ------------------------------- | ------------------------ |
| 1     | Gianni Meersman   | Gianni Meersman       | Cristiano Salerno            | Christian Meier             | Christian Meier                      | Joaquim Rodríguez               | Team Sky                 |
| 2     | Gianni Meersman   | Gianni Meersman       | Cristiano Salerno            | Christian Meier             | Christian Meier                      | Joaquim Rodríguez               | Team Sky                 |
| 3     | Nairo Quintana    | Alejandro Valverde    | Cristiano Salerno            | Christian Meier             | Christian Meier                      | Joaquim Rodríguez               | Team Sky                 |
| 4     | Daniel Martin     | Daniel Martin         | Cristiano Salerno            | Christian Meier             | Christian Meier                      | Joaquim Rodríguez               | Garmin-Sharp             |
| 5     | François Parisien | Daniel Martin         | Cristiano Salerno            | Christian Meier             | Christian Meier                      | Joaquim Rodríguez               | Garmin-Sharp             |
| 6     | Simon Gerrans     | Daniel Martin         | Cristiano Salerno            | Christian Meier             | Christian Meier                      | Joaquim Rodríguez               | Garmin-Sharp             |
| 7     | Thomas de Gendt   | Daniel Martin         | Cristiano Salerno            | Christian Meier             | Christian Meier                      | Joaquim Rodríguez               | Garmin-Sharp             |
| Final | Final             | Daniel Martin         | Cristiano Salerno            | Christian Meier             | Christian Meier                      | Joaquim Rodríguez               | Garmin-Sharp             |